# Al-Rahma-Moschee

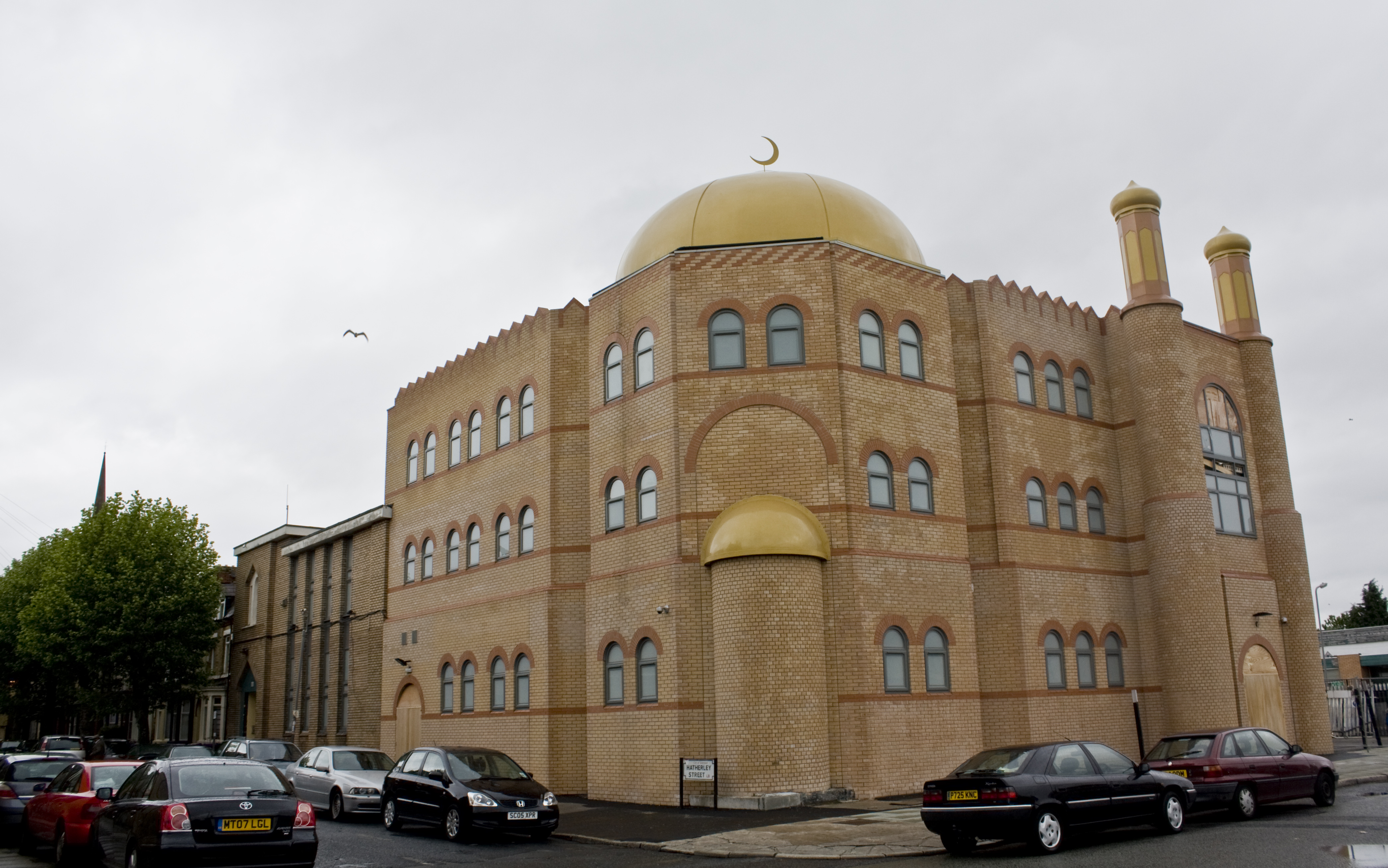
al-Rahma-Moschee

Die al-Rahma-Moschee (arabisch: مسجد الرحمة) befindet sich in der Hatherley Street in der englischen Stadt Liverpool und kann bis zu 1.000 Besucher aufnehmen. Sie wird hauptsächlich von den arabischen und somalischen Muslimen der Stadt genutzt.
In Liverpool befand sich die erste Moschee Englands; sie wurde in 8 Brougham Terrace von dem zum Islam konvertierten Solicitor William Abdullah Quilliam am 25. Dezember 1889 eröffnet. Diese Moschee wurde von dem Muslim Enterprise Development Service saniert und wird nun Abdullah Quilliam Society genannt. Die al-Rahma-Moschee ist derzeit die größte der drei Moscheen Liverpools, gefolgt von der Penny-Lane-Moschee und einer vorgeschlagenen Moschee und muslimischen Zentrum an der Stelle der früheren Anfield Community Comprehensive School.
Die heutige dreistöckige Moschee ist mit ihrer goldenen Kuppel äußerlich recht traditionell gehalten. Sie wurde 2008 eröffnet, während Liverpool den Titel als Kulturhauptstadt Europas innehatte. Die vorhergehende Moschee wurde in den 1960er Jahren errichtet, später folgten Erweiterungsbauten für die wachsende Besucherzahl. Während der Freitagsgebete und muslimischen Festtage wird das gegenüberliegende Pakistan Centre sowie der Parkplatz als provisorischer Gebetsort genutzt. 
Die Liverpool Muslim Society, die die Moschee betreibt, wurde im Jahr 1953 gegründet.